# Tokyo Godfathers
Tokyo Godfathers (東京ゴッドファーザーズ, Tōkyō Goddofāzāzu) és una pel·lícula anime d'animació per adults d'aventures tragicòmiques nadalenca japonesa del 2003 escrita i dirigida per Satoshi Kon. La pel·lícula és protagonitzada per actors d'imatge real com Toru Emori, Yoshiaki Umegaki i Aya Okamoto com a actors de veu principals.
Kon es va inspirar en la pel·lícula estatunidenca de 1948 Three Godfathers per fer la pel·lícula. A diferència d'altres pel·lícules de Kon, Tokyo Godfathers" es basa més en el realisme. Tanmateix, com és típic de l'obra de Kon, la pel·lícula inclou dispositius que no són senzills, i el mateix Kon la va anomenar una història sentimental retorçada.
Tokyo Godfathers es va publicar al Japó el 8 de novembre de 2003 i a Amèrica del Nord el 16 de gener de 2004.
Va guanyar el Premi a l'Excel·lència al Japan Media Arts Festival i el Millor pel·lícula d'animació als 58ns Premis de Cinema Mainichi.

## Argument
Una nit de Nadal, tres persones sense llar, un alcohòlic de mitjana edat anomenat Gin, una drag queen anomenada Hana i una adolescent fugitiva dependent anomenada Miyuki, descobreixen un nounat abandonat mentre busquen regals entre les escombraries. Al nadó hi ha una nota que demana al cercador que la cuidi bé i una clau, que porta a una bossa amb pistes sobre la identitat dels pares. El trio es proposa trobar els pares. Hana anomena el nadó Kiyoko, basat en la traducció japonesa de "Santa nit" que significa literalment "nen pur". A l'exterior d'un cementiri, el grup es troba amb un cap yakuza atrapat sota el seu cotxe. Aquell dia, la seva filla es casarà amb l'amo del club on treballava la mare de Kiyoko. A la recepció del casament, el nuvi els diu que la mare del nadó és una antiga noia del bar anomenada Sachiko. Els dona l'adreça de Sachiko, però la festa s'interromp quan un sicari llatí intenta disparar al pare de la núvia. El sicari segresta en Miyuki i el nadó Kiyoko, els manté com a ostatges i els porta a casa seva. Allà, Miyuki es fa amistat amb la dona del sicari, i comencen a unir-se malgrat la seva barrera lingüística. Durant una de les seves converses, la Miyuki confessa haver fugit de casa seva després d'apunyalar al seu pare controlador quan el seu estimat gat Angel va desaparèixer, creient que s'havia desfet d'ell.
Hana busca en Miyuki i Kiyoko mentre Gin té cura d'un home gran sense sostre que s'està morint al carrer. Després de donar a Gin una bossa vermella, el vell mor tranquil·lament. Uns adolescents apareixen i peguen a Gin i al cadàver de l'home. Mentrestant, la Hana troba les noies i, buscant un lloc on allotjar-se, van a l'Àngel Tower, un club on la Hana havia treballat abans d'atacar un client groller i embriac anys enrere. Gin, rescatada per un altre membre del club, també hi és. Aquí, es revela que Hana es va quedar sense sostre després de la mort accidental d'un amant. Més tard, el trio descobreix que la casa de Sachiko ha estat enderrocada. Se'ls informa de la infeliç relació entre Sachiko i el seu marit, que és un addicte al joc. Aleshores, la Miyuki veu un missatge del seu pare al diari que li informa que l'Àngel ha tornat a casa. En adonar-se del seu error, la Miyuki intenta trucar al seu pare, només per entrar en pànic i penjar abans que pugui dir una paraula. El grup roman a una botiga fins que el dependent els diu que marxin. Hana s'ensorra i obliga al grup a quedar-se a un hospital. Allà, Gin troba la seva filla separada, que també es diu Kiyoko, treballant com a infermera. Hana renya a Gin davant de la seva filla i surt de l'hospital, amb la Miyuki seguint amb el nadó Kiyoko a la mà. Hana i Miyuki troben en Sachiko a punt de saltar d'un pont. La Sachiko insisteix que el seu marit es va desfer del nadó sense que ella ho sabés, i la Hana i la Miyuki li tornen el nadó.
Gin troba el marit de la Sachiko, que confirma que la Kiyoko va ser robada per Sachiko de l'hospital. Persegueixen Sachiko i Kiyoko. La Miyuki persegueix a la Sachiko fins a la part superior d'un edifici. Sachiko revela que es va quedar embarassada amb l'esperança d'apropar-se al seu marit. Quan el seu nadó va néixer mort, va decidir segrestar Kiyoko de l'hospital, pensant en el seu greuge que el nadó era seu. La Sachiko salta de l'edifici, però la Miyuki aconsegueix atrapar-la abans que caigui, però llavors la Sachiko deixa caure Kiyoko per accident. Hana salta de l'edifici, agafa el nadó i s'aferra a una pancarta al costat de l'edifici. A mesura que la pancarta comença a cedir, un vent frena miraculosament el seu descens, permetent a Hana i Kiyoko aterrar a terra amb seguretat. Hana, Miyuki i Gin són traslladats a l'hospital. Durant la seva reunió, en Miyuki deixa caure la bossa vermella del vell a terra, revelant un bitllet de loteria guanyador. Els pares reals de Kiyoko volen demanar al trio que es converteixi en els seus padrins. Quan un inspector de policia els presenta, es revela que l'inspector és el pare de la Miyuki.

## Repartiment
| Personatge           | Japonès                     | Anglès                  | Anglès                  |
| Personatge           | Japonès                     | Animax/ Red Angel Media | GKIDS/ NYAV Post (2019) |
| -------------------- | --------------------------- | ----------------------- | ----------------------- |
| Gin                  | Tooru Emori                 | Darren Pleavin          | Jon Avner               |
| Hana                 | Yoshiaki Umegaki (梅垣義明) | Russel Wait             | Shakina Nayfack         |
| Miyuki               | Aya Okamoto                 | Candice Moore           | Victoria Grace          |
| Kiyoko               | Satomi Koorogi              |                         | Kari Wahlgren           |
| Oota                 | Shouzou Iizuka              |                         | Jamieson Price          |
| Mare                 | Seizou Katou                |                         | Kate Bornstein          |
| Yasuo                | Hiroya Ishimaru             |                         | Kirk Thornton           |
| Home sense llar      | Ryuuji Saikachi             |                         | David Manis             |
| Ishida               | Yuusaku Yara                |                         | Crispin Freeman         |
| Sachiko              | Kyouko Terase               |                         | Larissa Gallagher       |
| Filla de Gin, Kiyoko | Mamiko Noto                 |                         | Erica Schroeder         |
| Doctor               | Akio Ootsuka                |                         | Jamieson Price          |
| Arao                 | Rikiya Koyama               |                         | Michael Sinterniklaas   |
| Kurumizawa           | Inuko Inuyama               |                         | Philece Sampler         |
| Yamanouchi           | Kanako Yahara               |                         | Philece Sampler         |
| Cat Lady             | Rie Shibata                 |                         | Erica Schroeder         |
| Taxista              | Kouichi Yamadera            |                         | Marc Thompson           |

### Veus addicionals
Japonès: Akiko Kawase, Akiko Takeguchi, Atsuko Yuya, Bin Horikawa, Chiyako Shibahara, Eriko Kawasaki, Hidenari Umezu, Kazuaki Itou, Masao Harada, Mitsuru Ogata, Nobuyuki Furuta, Toshitaka Shimizu, Tsuguo Mogami, Yoshinori Sonobe, Yuuto Kazama
Anglès (GKIDS): Crispin Freeman, David Manis, Erica Schroeder, Jaden Waldman, Jamieson Price, Jordan Cole, Kirk Thornton, Lexie Foley, Gloria Garayua, Marc Thompson, Michael Sinterniklaas, Orlando Rios, Philece Sampler

## Producció
Durant la producció de Millennium Actress, un productor de Madhouse va preguntar a Kon si tenia plans per a la seva propera pel·lícula. Després de completar la pel·lícula, Kon va trigar dos mesos a escriure i presentar una breu proposta, que va ser acceptada immediatament per Madhouse.
La història i el guió originals van ser escrits pel director Satoshi Kon, i coescrits per Keiko Nobumoto, conegut com el guionista de la sèrie dramàtica de televisió Hakusen Nagashi i l'anime de televisió Cowboy Bebop, i el creador de l'anime de televisió Wolf's Rain.
Kon anteriorment havia demanat a Nobumoto que escrivís el guió de Perfect Blue, però en aquell moment va ser rebutjat, citant la seva atapeïda agenda.
El director d'animació era Kenichi Konishi, que havia treballat a Hōhokekyo tonari no Yamada-kun mentre estava a Studio Ghibli, i el director de l'estudi era Shogo Furuya.
Si bé els dos treballs anteriors es van centrar en la progressió de la història, aquest treball va prioritzar la teatralitat dels personatges i la seva presència per sobre de tot tant en l'escenari com en el guió guionista.
Tot i que la història i el teatre són d'aspecte bastant còmic, la pel·lícula es va crear no per tornar a la interpretació del manga antiga, sinó amb l'objectiu d'una interpretació del manga que s'espera després de passar per una animació realista.
La pel·lícula es va produir amb tecnologia digital i tots els treballs posteriors de Kon són animació digital.

## Temes
El motiu de Tokyo Godfathers és la "coincidència" i la "família", i la trama aproximada tracta sobre "tres personatges principals que no estan relacionats per sang, sinó que conviuen com si fossin una família real, i per una coincidència miraculosa. provocat per un nadó, cadascun d'ells recupera la connexió amb la seva família original que ha perdut.
Tokyo Godfathers no adopta un motiu obert de "barreja de ficció i realitat", però una mirada acurada revela que la relació entre "ficció i realitat" també és conscient en aquesta pel·lícula.
El que Kon era conscient en la seva direcció era una "coincidència significativa", és a dir, crear una cadena d'esdeveniments miraculosos per avançar la història.
Kon escriu al full de premsa: "Aquesta pel·lícula és un intent de restaurar d'una manera saludable els 'miracles i coincidències' que han empès a l'altre món per les armes de la lògica científica", i tal com diu aquesta frase, "significatiu". coincidències" i "esdeveniments impossibles" succeeixen un darrere l'altre a Tokyo Godfathers.
És a dir, la idea d'aquesta pel·lícula és que la "ficció" de "miracles i coincidències" es pugui trobar en la vida aparentment real dels sense sostre de Tòquio. L'objectiu del director és retratar una sèrie d'esdeveniments que mai podrien passar a la realitat amb un sentit de la realitat i una persuasivitat que ho facin semblar possible.
Kon va dir: "Les persones sense llar, com el terme implica," no tenen llar ", però en aquesta pel·lícula, no es tracta només de "gent que ha perdut la seva llar", sinó també de "gent que ha perdut les seves famílies", i en això sentit, aquesta pel·lícula és una història sobre la recuperació de les relacions perdudes amb les famílies." Kon va triar com a protagonistes les persones sense sostre perquè feia temps que s'havia interessat en la vida de les persones sense sostre. Un dels detonants perquè Kon se li va ocórrer Tokyo Godfathers va ser la idea que neixen fins i tot en temps de prosperitat i, al mateix temps, són recolzats perquè el món és ric, per la qual cosa es pot dir que la ciutat els manté vius. L'altra idea era la idea de l'animisme a la ciutat, que fins i tot els edificis i carrerons de la ciutat poguessin tenir ànima, i que els personatges principals s'endinsin a l'altre món que se superposa a la ciutat. Basada en una història en què tres persones sense sostre que viuen com pseudofamílies recullen un nadó i intenten retornar-lo als seus pares, Kon va imaginar una història en què el trio s'endinsa en un "món diferent" on succeeixen estranyes coincidències successives, i ells recuperen la relació amb les seves famílies i la societat a través de les seves aventures, mentre un altre protagonista anomenat "Tòquio" els vetlla. De fet, "paisatges que semblen rostres", en què les unitats exteriors dels aparells d'aire condicionat i les finestres s'utilitzen com a ulls i boques, estan incrustats en diversos talls, que es podria dir que són les figures dels déus de la ciutat mirant els personatges principals. Kon també ha creat una ficció aquí. El fons de la pel·lícula és un truc de superposició de dues capes d'informació: "el paisatge de la ciutat = realitat per als personatges" i "el paisatge amb cares que només el públic pot veure = una mena de ficció", tot i que és la mateixa imatge única.
L'ambientació dels tres personatges principals, que no estan relacionats amb la sang, tenia la condició de semblar una família. No era tant una exageració com un suggeriment d'una "nova imatge del família en el futur", sinó simplement un suggeriment que la idea de Kon d'una família amb aquest tipus de relació podria ser acceptable. La idea de Kon era suggerir que cal trobar una manera perquè cada persona tingui la seva pròpia família, en lloc d'un model estandarditzat del que hauria de trobar una nova família. Kon va dir que no tenia la intenció de retratar les persones sense llar com a representants de la debilitat i la infelicitat, o com un obstacle per a la societat, i que els tres són símbols de les debilitats i lamentacions de tots en lloc de persones sense sostre reals. També va dir que no estan contents perquè ser sense sostre, sinó perquè les seves vides han perdut el seu resplendor anterior, i que la felicitat rau en el procés de recuperació, que és la història de aquest treball en si.

## Llançament
Aquesta pel·lícula va ser estrenada a Amèrica del Nord per Sony Pictures el 29 de desembre de 2003, en un intent infructuós d'aconseguir una nominació als Premis Oscar al Millor llargmetratge d'animació. La pel·lícula es va llançar en DVD només subordinat el 13 d'abril de 2004, i tenien previst utilitzar DTS per al DVD, però finalment es va eliminar. Anunciat el 19 de desembre de 2019, el llicenciador internacional d'animació, GKIDS, en col·laboració amb el distribuïdor original estatunidenc Destination Films, va estrenar la pel·lícula el 9 de març de 2020, amb una nova restauració en 4K i un nou doblatge en anglès.

## Recepció
El lloc web agregador de ressenyes Rotten Tomatoes va informar que el 92% dels crítics han donat a la pel·lícula una crítica positiva basada en 76 crítiques, amb una valoració mitjana de 7,3/10. El consens dels crítics diu: "Preciós i substantiu, Tokyo Godfathers afegeix una entrada en moviment, i una mica poc convencional, al cànon animat de Nadal." A Metacritic, la pel·lícula té una puntuació mitjana ponderada de 73 sobre 100 basada en 25 crítiques, cosa que indica "crítiques generalment favorables." Roger Ebert va donar a la pel·lícula tres estrelles de quatre, anomenant-la "esfereïdora i commovedora."
Susan Napier assenyala que Tokyo Godfathers forma part d'una tendència en l'anime i el manga, ja que representa les famílies d'una manera cada cop més fosca, mostra els problemes amb les famílies tradicionals i els intents de la gent de construir una "pseudofamília" a partir de una societat japonesa moderna cada cop més fragmentada i aïllada. Malgrat la seva aparença tradicional final, la pel·lícula ofereix una versió més radical de la família. Al llarg de la història, aquests tres vagabunds sense llar formen, sense saber-ho, una "pseudofamília" per protegir-se del món exterior i per vèncer els seus dimonis personals.